# Eizie

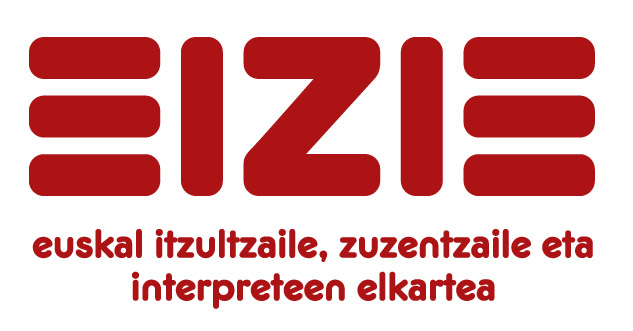
Logo de EIZIE

EIZIE est le sigle et aussi le palindrome de Euskal Itzultzaile, Zuzentzaile eta Interpreteen Elkartea, c'est-à-dire Association de traducteurs, correcteurs et interprètes en langue basque.

## Origine et organisation
L'association fut créée en 1987, par un petit groupe de professionnels basques de la traduction, conscients de l'importance de structurer un secteur professionnel en net progrès. Son premier président fut Juan María Lekuona.
L'association, reconnue officiellement en Espagne tout comme en France, regroupe des professionnels de la traduction, dont la langue source ou la langue cible est l'euskara. En 2007, l'association compte près de 300 membres qui exercent leur métier dans des domaines tels que la traduction littéraire, scientifique, audiovisuelle, juridique, administrative, etc.
L'assemblée générale de l'association renouvelle tous les deux ans les postes de la direction et elle élit un(e) président(e), un(e) vice-président(e), un(e) secrétaire, un(e) trésorier(ère) et quatre autres membres. Outre ces postes, il existe aussi au sein d'EIZIE diverses commissions de travail auxquelles prennent part les membres de l'association.

## Activités de l'association
EIZIE offre à ses membres des services d'assistance légale dans des matières liées à la propriété intellectuelle, aux questions fiscales, aux contrats, etc. Elle organise aussi régulièrement des cours de formation concernant différents domaines de la traduction, tels que ceux liés aux technologies d'aide à la traduction.

## Publications
EIZIE soutient ou dirige les publications suivantes :
- Site web d'EIZIE : site de la traduction basque, en euskara, castillan, français et anglais.
- Revue Senez: elle sort annuellement et traite de sujets concernant la théorie et la pratique de la traduction ; elle dispose de la publication sur ligne du texte complet.
- Collection de Littérature Universelle: c'est un programme de traduction à l'euskara d'œuvres maîtresses de la littérature universelle, développé sous les auspices du Gouvernement basque; ce programme a débuté en 1989 et le nombre d'ouvrages publiés jusqu'en 2007 est de 125.
- Basqueliterature.com : site web créé et géré par EIZIE, dans le but de faire connaître la littérature basque en d'autres langues.

## Sponsors
EIZIE reçoit une aide financière des organismes suivants:
- Gouvernement Basque
- Députation Forale de Gipuzkoa
- Centro Español de Derechos Reprográficos (Centre Espagnol des Droits Reprographiques)